# Keetia angustifolia
Keetia angustifolia är en måreväxtart som beskrevs av Diane Mary Bridson. Keetia angustifolia ingår i släktet Keetia och familjen måreväxter. Inga underarter finns listade i Catalogue of Life.